# Pat et Stanley
Pat et Stan est une série télévisée française d'animation 3D créée par le réalisateur et animateur français Pierre Coffin, produite par Jean-Jacques Benhamou.
Les personnages principaux de ce dessin animé sont un hippopotame appelé Pat et un chien prénommé Stan.
L'année de sa première diffusion, le duo animalier fait une reprise de la célèbre chanson Le lion est mort ce soir composée en 1939 par Solomon Linda et, en 2005, de la chanson Tomber la chemise du groupe toulousain Zebda. Toutes les autres musiques de la série sont composées par Franck Marchal.
En 2009, l'épisode Jour de bain, coréalisé avec Marco Allard reçoit le prix spécial du jury pour une série TV au Festival international du film d'animation d'Annecy, festival dont le créateur de la série Pierre Coffin a par ailleurs été membre du jury quelques années plus tôt, en 2003.

## Genèse
Les personnages de Pat et Stanley apparaissent le 1er septembre 2003 sur TF1 au sein de la case jeunesse TF! sous la forme de module de 30 secondes,,,.
Après plus de 350 modules, un spécial de 26 minutes intitulé Le Trésor de Pit et Mortimer est diffusé le 13 septembre 2006 sur TF1.
Une série de 39 épisodes de 7 minutes est commandée pour être diffusé à partir du 27 octobre 2008,.

## Distribution (voix)
- Philippe Spiteri : Stan
- Laurent Poitrenaux : Pat
- Emmanuel Garijo : professeur Chichi
- Emmanuel Curtil : Jean-Luc
- Karine Foviau : Stéphanie
- Sylvie Genty : Tante Marthe
- Karine Lazard : Émilie
- Silvie Laguna : Lili

## Liste des personnages

### Patrick
Patrick dit « Pat » est un hippopotame décontracté avec un grand cœur. Il est fainéant, parfois maladroit et fait souvent des blagues à Stan. Il aime les jeux vidéo.

### Stanley
Stanley dit « Stan » est un chien qui a un humour sarcastique. Il aime faire le ménage dans la maison où il habite avec Pat. Il est plutôt grincheux et est amoureux de Stéphanie.

### Professeur ChiChi
Le professeur ChiChi est un rat qui passe ses journées à inventer des machines qui provoquent des dégâts, surtout quand Pat et Stan s'en servent. Il n'aime pas être dérangé quand il travaille dans son laboratoire.

### Stéphanie
Stéphanie est une chatte orange très jolie. C'est une artiste peintre et qui fait du yoga.

### Jean-Luc
Jean-Luc est très proche de Pat et Stan. C'est un paresseux (l'animal) atteint de narcolepsie.

### Émilie
Émilie est une taupe qui vit dans le jardin de Pat et Stan. Elle cherche souvent à voir le bon côté des choses.

### Lili
Lili est une lapine qui a des dizaines de lapereaux (dont l'un s'appelle Momo). Elle demande parfois à Pat et Stan de les surveiller.

### Tante Marthe
Tante Marthe est une truie (porc femelle) qui connait Pat et Stan depuis qu'ils sont enfants. Elle a une villa en bord de mer.

## Épisodes
| N° | Titre de l'épisode             | Réalisé par                                    | Écrit par                                | Storyboard de                   | Diffusion originale |
| --- | ------------------------------ | ---------------------------------------------- | ---------------------------------------- | ------------------------------- | ------------------- |
| 1 | Jour de bain                   | Pierre Coffin & Marco Allard                   | Pierre Coffin                            | Marco Allard                    | 27 octobre 2008     |
| Le 11 avril, c'est le jour de bain pour Stan. Malgré l'insistance de Pat, Stan ne l'entend pas de cette oreille. Il n'est pas question qu'il se baigne. |                                |                                                |                                          |                                 |                     |
| 2 | Cyber Jean-Luc                 | Pierre Coffin & Kevin Frank                    | Kevin Frank                              | David Berthier                  | 28 octobre 2008     |
| Installé dans le salon, Pat est totalement absorbé par un jeu vidéo visiblement très prenant. C'est alors que Stan arrive et aperçoit, en passant derrière Pat que Jean-Luc se trouve à l'intérieur du jeu vidéo. Mais l'ordinateur bugge brusquement et voilà Jean-Luc prisonnier d'un monde virtuel plein de dangers. |                                |                                                |                                          |                                 |                     |
| 3 | Attention moustique !          | Pierre Coffin & Piano                          | Lionel Moreau                            | Eric Delbecq                    | 30 octobre 2008     |
| Stan est comblé car il fera la Une du journal aux côtés du professeur Chichi qui présentera sa nouvelle invention. Mais un moustique vient perturber la soirée des deux amis. Affolés, ils mettent tout en œuvre pour s'en débarrasser. Mais le lendemain, on apprend que la fameuse invention du professeur Chichi a disparu. |                                |                                                |                                          |                                 |                     |
| 4 | Camping très sauvage           | Pierre Coffin & Marco Allard                   | Hervé Nicourt & Laurent Nicourt          | Didier Ah-Koon & Marco Allard   | 2 mai 2010          |
| Pat et Stan partent camper. Autant Pat semble enchanté par cette virée bucolique, autant Stan n'apprécie guère les joies de la nature. |                                |                                                |                                          |                                 |                     |
| 5 | La piscine                     | Pierre Coffin & Romain Segaud                  | Lionel Moreau                            | David Berthier                  | 9 mai 2010          |
| C'est la canicule. Aidé de Jean-Luc, Pat décide de construire une piscine dans le jardin. Pour Stan, exténué par la température, il n'est pas question de creuser sous cette chaleur. |                                |                                                |                                          |                                 |                     |
| 6 | Pat et Stan artistes           | Pierre Coffin & Samuel Tourneux                | Fred Lebolloc'h                          | Hervé Barbereau                 | 16 mai 2010         |
| Stan va assister à une conférence du professeur Chichi sur le recyclage des ordures ménagères, tandis que Pat reste tranquille à la maison pour jouer à la console. |                                |                                                |                                          |                                 |                     |
| 7 | Mon ami Helmut                 | Pierre Coffin & Laurent Nicolas                | Nicolas Gallet                           | Didier Ah-Koon                  | 23 mai 2010         |
| Stan écoute de la musique à fond, au grand agacement de Pat préoccupé par la tranquillité d'Helmut, son tamagotchi. Pat sort faire un petit tour dans le jardin mais la porte d'entrée lui claque au nez. |                                |                                                |                                          |                                 |                     |
| 8 | Super blaireaux                | Pierre Coffin & Laurent Nicolas                | Hervé Eparvier                           | Didier Ah-Koon                  | 30 mai 2010         |
| C'est la nuit, la maison de Chichi est plongée dans le noir. Le professeur dort à poings fermés quand soudain, une silhouette s'introduit dans son laboratoire. Discret, le voleur s'approche de la table et s'empare d'une vieille cafetière. |                                |                                                |                                          |                                 |                     |
| 9 | La disparition de Norbert      | Pierre Coffin & Piano                          | Hervé Eparvier                           | Eric Delbecq                    | 6 juin 2010         |
| Pat et Stan se préparent pour partir en week-end à la mer avec Stéphanie. Mais au dernier moment, Stan se rend compte qu'il a oublié Norbert, son doudou. Stan commence alors une enquête afin de confondre le dangereux malfaiteur, qui aurait kidnappé. |                                |                                                |                                          |                                 |                     |
| 10 | Pat, garde lapins              | Pierre Coffin & Samuel Tourneux                | Lionel Moreau                            | Hervé Barbereau                 | 13 juin 2010        |
| Momo a la varicelle. Pat et Stan le gardent ainsi que toute la tribu de Lili. Alors que Pat fait son possible pour séparer Momo de des frères et sœurs pour éviter la contagion, Stan se rend chez Stéphanie qui va peindre son portrait. |                                |                                                |                                          |                                 |                     |
| 11 | Double Pat                     | Pierre Coffin & Alexandre Hesse                | Hervé Eparvier                           | Florent Sabourin & Marco Allard | 20 juin 2010        |
| Le grand nettoyage de printemps est arrivé : il faut tondre la pelouse, ranger le garage, repeindre les volets. Stan est déjà sur le pied de guerre mais Pat, lui, préfère jouer sur sa console de jeux vidéo. |                                |                                                |                                          |                                 |                     |
| 12 | Un bouton sur le nez           | Pierre Coffin & Kevin Frank                    | Hervé Eparvier                           | Didier Ah-Koon                  | 31 octobre 2008     |
| Un matin, Stan découvre qu'il a un bouton sur le nez. Inquiet, il va consulter le professeur Chichi. Ce dernier est formel : ce dont souffre Stan est très grave. Il donne à Pat une crème spéciale qui devrait le guérir. Mais son état empire. |                                |                                                |                                          |                                 |                     |
| 13 | Tous en scène                  | Pierre Coffin & Karl Toerge                    | Catherine Bernet & Romain Victor-Pujebet | Didier Ah-Koon                  | 3 novembre 2008     |
| Pat et Stan répètent une pièce de théâtre écrite par Stéphanie. Ils y mettent tant de cœur et d'énergie. |                                |                                                |                                          |                                 |                     |
| 14 | La zapette gamma               | Pierre Coffin & Benoît Féroumont               | Kevin Frank & Joël Couttause             | Didier Ah-Koon                  | 27 juin 2010        |
| Le professeur Chichi teste sa nouvelle invention : la zapette gamma. Cet appareil peut scanner l'ADN contenu dans une simple plume de pingouin et le projeter sur n'importe quel être vivant pour le transformer en pingouin. |                                |                                                |                                          |                                 |                     |
| 15 | Baby-Sitters                   | Pierre Coffin & Alexandre Hesse                | Joël Bassaget                            | Eric Delbecq & Nicolas Moschini | 4 juillet 2010      |
| Pat et Stan sont chargés de garder des lapereaux de Lili. Tout va à peu près bien, jusqu'au moment où les deux héros s'aperçoivent de la disparition des petits lapins. Pas de panique, le facétieux Momo a dû entraîner ses frères et sœurs dans une délirante partie de cache-cache. |                                |                                                |                                          |                                 |                     |
| 16 | Jean-Luc fait tout             | Pierre Coffin & Samuel Tourneux                | Joël Bassaget                            | Hervé Barbereau                 | 25 juillet 2010     |
| Cela s'annonce mal pour le match retour de l'équipe de foot des habitants du quartier contre celle des éléphants : Jean-Luc, leur plus brillant joueur tombe dans une totale léthargie. Pat et Stan décident de l'héberger chez eux afin qu'il se repose. Pendant ce temps, nos deux amis devront s'occuper des petits de Lili, retrouver des lunettes d'Émilie et aussi fermer les vannes du système Chichinergie sous peine de faire exploser tout le quartier. |                                |                                                |                                          |                                 |                     |
| 17 | Tante Marthe s'installe        | Pierre Coffin & Piano                          | Joël Bassaget                            | Eric Delbecq                    | 18 juillet 2010     |
| Tante Marthe séjourne chez ses neveux pendant les travaux de sa maison. Entre la gymnastique matinale, les courses, les exercices d'alerte, le bricolage et le jardinage, Pat et Stan sont au bord de la crise de nerfs. |                                |                                                |                                          |                                 |                     |
| 18 | Roule ma poule                 | Pierre Coffin & Samuel Tourneux                | Nicolas Gallet                           | Eric Delbecq                    | 11 juillet 2010     |
| La lecture de «Comment séduire la fille de ses rêves en 10 leçons» donne des ailes à Pat qui décide d'aller déclarer sa flamme à Stéphanie. Affublé d'un chapeau de mousquetaire, il part déclamer un beau poème sous les fenêtres de la belle, pour la séduire. Mais Stéphanie qui écoute de la musique ne l'entend pas. |                                |                                                |                                          |                                 |                     |
| 19 | Vrai-faux bobo                 | Pierre Coffin & Laurent Nicolas                | Fred Lebolloc'h                          | Eric Delbecq                    | 25 juillet 2010     |
| Pat trouve un subterfuge pour ne pas accompagner Stan chez tante Marthe en feignant d'être malade. À la suite d'un regrettable incident provoqué par le facétieux lapinou, Momo, Pat tombe véritablement malade. Le symptôme est dramatique : sa queue se met à grandir dans des proportions de plus en plus inquiétantes. |                                |                                                |                                          |                                 |                     |
| 20 | Piqûre de rappel               | Pierre Coffin & Karl Toerge                    | Elisabeth Patte                          | David Berthier                  | 1er août 2010       |
| Stan dort. La porte s'ouvre brutalement et Pat lui annonce que Lili vient d'appeler : elle passera aujourd'hui lui faire sa piqûre anti-puces. Une suite d'événements pénibles se déroule jusqu'à l'attendue piqûre. |                                |                                                |                                          |                                 |                     |
| 21 | Stéphanie amoureuse            | Pierre Coffin & Laurent Nicolas                | Elisabeth Patte & Joël Couttausse        | David Berthier                  | 8 août 2010         |
| C'est l'anniversaire de Pat. Pour préparer une fête digne de ce nom, Pat et Stan décident d'aller demander l'aide éclairée de la génialissime Stéphanie. Étonnamment, Stéphanie se montre très occupée et les renvoie de façon quelque peu expéditive. |                                |                                                |                                          |                                 |                     |
| 22 | Microstan                      | Pierre Coffin & Laurent Nicolas                | Piano & Joël Couttause                   | David Berthier                  | 22 août 2010        |
| Stan se rend chez Chici afin de l'aider à mettre au point un rayon réducteur et agrandisseur pour réparer les puces des ordinateurs. Alors qu'il se retrouve seul dans le laboratoire, Stan s'amuse avec la machine. |                                |                                                |                                          |                                 |                     |
| 23 | Le hamster du Bengale          | Pierre Coffin & Laurent Nicolas                | Pierre Coffin                            | Eric Delbecq                    | 22 décembre 2010    |
| Stéphanie et Pat offrent un joli hamster à Stan pour l'aider à se calmer et surmonter une période de grande nervosité. L'animal le calmera par ses ondes positives, pense la très psychologue Stéphanie. À part que l'animal s'avère être d'une agressivité incroyable envers Stan, tout en jouant au hamster doux et inoffensif en présence d'autres personnes.                                                                                                  |                                |                                                |                                          |                                 |                     |
| 24 | À la recherche du trésor perdu | Pierre Coffin & Laurent Nicolas                | Joël Bassaget                            | Eric Delbecq                    | 8 août 2010         |
| Tante Marthe qui vient de dégoter une énigmatique carte dans une brocante, propose à Pat et Stan de l'accompagner pour une truculente chasse au trésor. Mais la partie de campagne tourne vite au cauchemar et se termine en plein territoire Vluvlu. Le trésor sera-t-il à la hauteur de toutes les espérances ? |                                |                                                |                                          |                                 |                     |
| 25 | Pat et Stan aux antipodes      | Pierre Coffin & Thomas Szabo                   | Patrick Galliano                         | Goerges Abolin                  | 29 août 2010        |
| Une météorite tombe dans le jardin de Pat et Stan, creusant un cratère dans le sol. Les compères s'interrogent sur sa profondeur, sautent dans le trou et atterrissent de l'autre côté de la Terre. |                                |                                                |                                          |                                 |                     |
| 26 | Creusomania                    | Pierre Coffin & Thomas Szabo                   | Patrick Galliano                         | Eric Delbecq                    | 29 décembre 2010    |
| Le professeur Chichi s'apprête à aller atomiser une comète menaçant de percuter la Terre. Pat et Stan sont de la partie. Mais Pat, affaibli par un gros rhume, ne retrouve pas la clef permettant la mise à feu de la fusée. |                                |                                                |                                          |                                 |                     |
| 27 | Stan téléphone maison          | Pierre Coffin & Alexandre Hesse                | Hervé Eparvier                           | Didier Ah-Koon                  | 22 décembre 2010    |
| Pat joue aux extraterrestres et ça agace Stan. Pat décide de lui faire une blague avec l'aide de Jean-Luc : Stan est appelé par Coulinou d'Alpha du Centaure, un étrange alien, pour le rejoindre sur sa lointaine planète. |                                |                                                |                                          |                                 |                     |
| 28 | Le Cosmospountz                | Pierre Coffin, Elisabeth Patte & Fabien Polack | Elisabeth Patte                          | Eric Delbecq                    | 9 août 2011         |
| Pat et Stan empruntent la fusée du professeur Chichi afin de faire une surprise à Stéphanie pour son anniversaire, mais ils atterrissent sur une mystérieuse planète. |                                |                                                |                                          |                                 |                     |
| 29 | Une nuit de chien              | Pierre Coffin & Kevin Frank                    | Lionel Moreau                            | David Berthier                  | 4 novembre 2008     |
| Le professeur Chichi arrive affolé chez Pat et Stan en demandant l'hospitalité pour la nuit. Il travaillait une invention quand sa maison et son laboratoire ont explosé. Stan se voit contraint de lui prêter son lit et de coucher sur le canapé du salon. |                                |                                                |                                          |                                 |                     |
| 30 | Le retour de Jean-Luc          | Pierre Coffin & Alexandre Hesse                | Lionel Moreau                            | Hervé Barbereau                 | 21 novembre 2012    |
| Jean-Luc est de retour de vacances. Étonnamment, il s'aperçoit que tous ses amis semblent le fuir. Sous le choc, Jean-Luc se réfugie chez Pat et Stan qui, malgré un étrange accueil, acceptent de le recevoir. En réalité, tous ses amis lui préparent en grand secret une fête pour son retour. |                                |                                                |                                          |                                 |                     |
| 31 | Tante Marthe vient dîner       | Pierre Coffin & Laurent Nicolas                | Lionel Moreeau                           | Didier Ah-Koon                  | 5 novembre 2008     |
| Pat, Stan et Jean-Luc invitent tante Marthe à dîner afin d'obtenir les clefs de sa maison au bord de la mer pour le week-end. |                                |                                                |                                          |                                 |                     |
| 32 | La bébête à Papat              | Pierre Coffin & Laurent Nicolas                | Joël Bassaget                            | David Berthier                  | 11 août 2011        |
| Pat a adopté une araignée trouvée dans le grenier. Pour Stan, il est hors de question de vivre avec cet affreux animal surnommé Roro. Surtout que le lendemain, ils ont invité à dîner Émilie, Jean-Luc et Stéphanie qui n'apprécieront pas forcément Roro. |                                |                                                |                                          |                                 |                     |
| 33 | Liaison nasale                 | Pierre Coffin & Laurent Nicolas                | Nicolas Galet                            | Didier Ah-Koon                  | 12 août 2011        |
| Stan a commandé un brumisateur dont la publicité vante l'efficacité absolue auprès de l'être aimé. Il est persuadé que Stéphanie n'y résistera pas. |                                |                                                |                                          |                                 |                     |
| 34 | Une petite pause               | Pierre Coffin & Thomas Szabo                   | Nicolas Gallet                           | Didier Ah-Koon                  | 20 octobre 2008     |
| Le professeur Chichi a réparé la télécommande de la télévision de Pat et Stan. Mais soudain, la télécommande se met à crépiter et, autour des deux amis, tout se fige comme si quelqu'un avait appuyé sur «PAUSE». Pat et Stan décident alors de bien s'amuser et de prendre des photos de leurs copains pétrifiés dans des positions ridicules. |                                |                                                |                                          |                                 |                     |
| 35 | Les grandes vacances           | Pierre Coffin & Alexandre Hesse                | Nicolas Gallet                           | Didier Ah-Koon                  | 16 août 2011        |
| Alors qu'il s'apprête à partir en vacances avec Stan, Pat déclenche le nouveau système d'alarme qui condamne toutes les issues de la maison. Les deux compères se retrouvent prisonniers. |                                |                                                |                                          |                                 |                     |
| 36 | Œuf surprise                   | Pierre Coffin & Alexandre Hesse                | Joël Couttausse                          | Didier Ah-Kkoon                 | 17 août 2011        |
| C'est le matin de Pâques et la chasse aux œufs est lancée. Tous les lapereaux de Lili, ainsi que Ricky et Bob portent des paniers en hurlant de joie. Momo trouve un œuf magnifique, gros, bleuté et moucheté. C'est un vrai œuf prêt à éclore. Le professeur Chichi suggère à Pat de le couver. |                                |                                                |                                          |                                 |                     |
| 37 | Le fantôme de mamy Madeleine   | Pierre Coffin & Benoît Féroumont               | Hervé Eparvier                           | Hervé Barbereau                 | 18 août 2011        |
| Pat découvre au grenier un tableau représentant sa mamy Madeleine. Il souhaite l'accrocher au salon, mais Stan refuse. Il s'ensuit une bataille entre les deux amis et le tableau finit en piteux état. |                                |                                                |                                          |                                 |                     |
| 38 | Fais-moi peur                  | Pierre Coffin & Benoît Féroumont               | Patrick Galliano                         | Hervé Barbereau                 | 19 août 2011        |
| Pat doit gagner le concours de chant à la fête des voisins. Pour reprendre des forces, Pat avale tout un sandwich et il est pris d'un hoquet ! Arrivera-t-il à se débarrasser du hoquet et à participer à la compétition ? |                                |                                                |                                          |                                 |                     |
| 39 | Grand hôtel                    | Pierre Coffin & Benoît Féroumont               | Joël Bassaget                            | Llionel Allaix                  | 10 janvier 2009     |
| Le duo installe une antenne spéciale - mais de gros dégâts sont causés lorsqu'elle est frappée par la foudre. |                                |                                                |                                          |                                 |                     |

### Date de diffusion
1. 1 2  « Jour de bain - Pat & Stanley », sur catalogue.ina.fr
2. ↑  « Cyber Jean Luc - Pat & Stanley », sur catalogue.ina.fr
3. ↑  « Attention moustique - Pat & Stanley », sur catalogue.ina.fr
4. ↑  « Camping très sauvage - Pat & Stanley », sur catalogue.ina.fr
5. ↑  « La piscine - Pat & Stanley », sur catalogue.ina.fr
6. ↑  « Pat et Stan artistes - Pat & Stanley », sur catalogue.ina.fr
7. ↑  « Mon ami Helmut - Pat & Stanley », sur catalogue.ina.fr
8. ↑  « Super Blaireaux - Pat & Stanley », sur catalogue.ina.fr
9. ↑  « La disparition de Norbert - Pat & Stanley », sur catalogue.ina.fr
10. ↑  « Pat, garde lapins - Pat & Stanley », sur catalogue.ina.fr
11. ↑  « Double Pat - Pat & Stanley », sur catalogue.ina.fr
12. ↑  « Un bouton sur le nez - Pat & Stanley », sur catalogue.ina.fr
13. ↑  « Tous en scène - Pat & Stanley », sur catalogue.ina.fr
14. ↑  « La zapette gamma - Pat & Stanley », sur catalogue.ina.fr
15. ↑  « Baby-sitter - Pat & Stanley », sur catalogue.ina.fr
16. ↑  « Jean-Luc fait tout - Pat & Stanley », sur catalogue.ina.fr
17. ↑  « Tante Marthe s'installe - Pat & Stanley », sur catalogue.ina.fr
18. ↑  « Roule ma poule - Pat & Stanley », sur catalogue.ina.fr
19. ↑  « Vrai-faux bobo - Pat & Stanley », sur catalogue.ina.fr
20. ↑  « Piqûre de rappel - Pat & Stanley », sur catalogue.ina.fr
21. ↑  « Stéphanie amoureuse - Pat & Stanley », sur catalogue.ina.fr
22. ↑  « Microstan - Pat & Stanley », sur catalogue.ina.fr
23. ↑  « Le hamster du Bengale - Pat & Stanley », sur catalogue.ina.fr
24. ↑  « À la recherche du trésor perdu - Pat & Stanley », sur catalogue.ina.fr
25. ↑  « Pat et Stan aux antipodes - Pat & Stanley », sur catalogue.ina.fr
26. ↑  « Creusomania - Pat & Stanley », sur catalogue.ina.fr
27. ↑  « Stan téléphone maison - Pat & Stanley », sur catalogue.ina.fr
28. ↑  « Le Cosmospountz - Pat & Stanley », sur catalogue.ina.fr
29. ↑  « Une nuit de chien - Pat & Stanley », sur catalogue.ina.fr
30. ↑  « Le retour de Jean-Luc - Pat & Stanley », sur catalogue.ina.fr
31. ↑  « Tante Marthe vient dîner - Pat & Stanley », sur catalogue.ina.fr
32. ↑  « La bébête à Papat - Pat & Stanley », sur catalogue.ina.fr
33. ↑  « Liaison nasale - Pat & Stanley », sur catalogue.ina.fr
34. ↑  « Une petite pause - Pat & Stanley », sur catalogue.ina.fr
35. ↑  « Les grandes vacances - Pat & Stanley », sur catalogue.ina.fr
36. ↑  « Œuf surprise - Pat & Stanley », sur catalogue.ina.fr
37. ↑  « Le fantôme de Mamy Madeleine - Pat & Stanley », sur catalogue.ina.fr
38. ↑  « Fais-moi peur - Pat & Stanley », sur catalogue.ina.fr
39. ↑  « Grand hôtel - Pat & Stanley », sur catalogue.ina.fr